# Chư Ă
Chư Ă (còn được viết là Chư Á) là một xã cũ thuộc thành phố Pleiku, tỉnh Gia Lai, Việt Nam.
Xã Chư Ă còn diện tích 14,47 km², dân số năm 2006 là 5.883 người, mật độ dân số đạt 407 người/km².

## Lịch sử
Năm 2006, một phần diện tích và dân số xã Chư Ă được tách ra để thành lập phường Thắng Lợi.
Năm 2025, theo Nghị quyết số 1664/NQ-UBTVQH15, giải thể thành phố Pleiku và thành lập phường An Phú trên cơ sở hợp nhất toàn bộ diện tích tự nhiên và dân số của 3 đơn vị hành chính thuộc thành phố là phường Thắng Lợi, xã An Phú và xã Chư Á.

## Hành chính
Năm 2008, xã này gồm có 4 thôn và các làng Nha Hyơn, Chuét Ngol, Ia Tung, Bông Phun, Mơ Nú.
Theo thống kê năm 2018, xã Chư Á có dân số là 17.649 người, mật độ dân số đạt 1.219 người/km².
<Thống kê năm 2008>
- Làng Nha Hyơn được thành lập trên cơ sở 72 hộ, 498 người là phần còn lại của làng Nha Prông bị chia tách do điều chỉnh địa giới hành chính, thành lập phường Thắng Lợi. Địa giới: phía Đông giáp làng Ia Tung (đường Bùi Viên); phía Tây giáp làng Chuét Ngol (đường đất); phía Nam giáp thôn 4 (suối Ia Crông); phía Bắc giáp phường Thắng Lợi.
- Làng Chuét Ngol được thành lập trên cơ sở 106 hộ, 577 người là phần còn lại của làng Chuét bị chia tách do điều chỉnh địa giới hành chính, thành lập phường Thắng Lợi. Địa giới: phía Đông giáp làng Nha Hyơn (đường đất); phía Tây giáp phường Thắng Lợi; phía Nam giáp thôn 4 (suối Ia Crông); phía Bắc giáp phường Thắng Lợi.
- Thôn 1 được thành lập trên cơ sở 32 hộ, 129 người là phần còn lại của làng Mơ Nú; 72 hộ, 305 người là phần còn lại của thôn 3 bị chia tách do điều chỉnh địa giới hành chính, thành lập phường Thắng Lợi. Thôn 1: gồm 104 hộ, 434 người. Địa giới: phía Đông giáp thôn 2 và làng Bông Phun (đường đất); phía Tây giáp phường Thắng Lợi; phía Nam giáp làng Bông Phun (cánh đồng Ia Chanh); phía Bắc giáp làng Mơ Nú (Lý Thường Kiệt).
- Thôn 2: được đổi tên từ thôn 7.
- Thôn 3: được đổi tên từ thôn 8.
- Thôn 4: được đổi tên từ thôn 6.